# Space Wars
Space Wars est un shoot them up développé et édité par Cinematronics, sorti en 1977 sur borne d'arcade. Un portage sur Vectrex est sorti en 1982.

## Système de jeu
Dans l'espace deux vaisseaux spatiaux sont en duel pour leur survie. Quand on traverse le bord de l'écran on se retrouve de l'autre côté donnant à l'environnement de jeu une sensation d'infini dont on peut jouer pour envoyer un ou plusieurs missiles à l'adversaire. Pour donner du piment, il y a au centre une planète qui attire les missiles et les vaisseaux quand on s'en approche. On peut donc s'y écraser si on est trop proche ou se protéger des missiles.